# Margaret Ashton
Margaret Ashton (19 de janeiro de 1856 - 15 de outubro de 1937) foi uma sufragista, política, pacifista e filantropa inglesa, e a primeira mulher a integrar o Conselho de Manchester.

## Carreira
Margaret Ashton foi a primeira mulher a concorrer à eleição para o Conselho da Cidade de Manchester, e em 1908 se tornou a primeira conselheira quando foi eleita por Manchester Withington.
Como integrante do comitê de saúde pública de Manchester e presidente do subcomitê de maternidade e bem-estar infantil, Ashton endossou clínicas municipais para mães e bebês e promoveu leite grátis para bebês e novas mães. Em 1914, ela fundou o Manchester Babies Hospital com a Dra. Catherine Chisholm (1878–1952).
Com a eclosão da Primeira Guerra Mundial em 1914, Ashton estava entre a minoria internacionalista que se separou do NUWSS e do movimento sufragista. Ela foi signatária da 'Carta Aberta de Natal', um apelo à paz dirigido na irmandade "Às Mulheres da Alemanha e da Áustria", que foi publicado no Jus Suffragii em janeiro de 1915. Começou uma filial em Manchester da Liga Internacional de Mulheres pela Paz e Liberdade.
Em 1920, a Women's Farm and Garden Union estabeleceu um conjunto de pequenas propriedades para mulheres em Surrey. Os financiadores iniciais foram Margaret Ashton que aplicou 5 mil libras e Sydney Renee Courtauld que emprestou 4 mil libras.